# Scytalopus stilesi
Scytalopus stilesi е вид птица от семейство Rhinocryptidae.

## Разпространение
Видът е разпространен в Колумбия.